# هرچه خدا می‌خواهد
هرچه خدا می‌خواهد (به انگلیسی: All That Heaven Allows) فیلمی به کارگردانی داگلاس سیرک با بازی جین وایمن محصول سال ۱۹۵۵ ایالات متحدهٔ آمریکا است.